# Thomas Edwards
Pour les articles homonymes, voir Edwards.
Thomas Edwards (1599–1648) est un pasteur presbytérien anglais du XVIIe siècle. Son œuvre éclaire le contemporain sur les conflits des idées qui agitent la société anglaise des années 1640.

## Biographie
Thomas Edwards naquit probablement à Londres, dans une famille modeste, l’an 1599. Il débuta ses humanités en 1618 au Queens' College, à Cambridge, dans un établissement de tradition puritaine. Les contacts formés à l'université ont été le point de départ pour la création de réseaux puritains, il y a croisé moult alliés et opposants, comme son futur ennemi, John Goodwin (en). Il en sortit licencié ès lettres l’an 1622, puis rejoignit l’université d'Oxford où il obtint sa maîtrise l’an 1625.
Ordonné diacre en janvier 1626, il prêcha dans ses premiers sermons la position calviniste d’une manière assez conventionnelle, et parfois même avec maladresse. Edwards n’a jamais été considéré par ses contemporains comme un grand pasteur puritain, mais il occupa à Londres un certain nombre de chaires et fut pourvu un temps de la cure d’All Saints' Church (en), Hertford. Cette expérience passée au sein de l’église laudienne, à Londres et à Hertford, façonna son discours dans un contexte de divisions des puritains sur la question de la gouvernance de l’Église, au début des années 1640. Il s'était essayé dans un genre plus virulent dès la fin des années 1620. L’intempérance d’un sermon prononcé dans l’église de St Andrew lui avait valu les poursuites du vice-chancelier et une obligation de se rétracter prononcée le 31 mars 1628. C'est en enflammant ainsi les passions qu'il émergea comme un adversaire précoce des Independents, en stigmatisant très tôt le danger du congrégationalisme, et même celui de la tolérance religieuse, autant des maux qui selon lui entraîne la division et le schisme.
Le débat s’était radicalisé durant la Première Révolution anglaise. Thomas Edwards prêchait depuis l’an 1644 de virulents sermons au Christ Church Newgate, ciblant chaque semaine les Independents et diverses sectes de l’époque, provoquant chaque fois moult controverses. Les Independents réclamaient maintenant l'autonomie absolue des congrégations et leurs principaux membres militaient au sein de l’assemblée de Westminster pour la création d’une église congrégationaliste. Ils avaient publié cette année là une trentaine de pages pour justifier leur démarche. Thomas Edwards y répondit dans son Antapologia dont la publication, en 1644, suscita de profondes divisions religieuses parmi les parlementaires et projeta son auteur sur la scène nationale.
Thomas Edwards mourut en exil à Amsterdam le 28 janvier 1648.

## Œuvres
Bien que presbytérien, il a défendu dans ses écrits une forme d’ecclésiologie, non pas dictée par les Écritures, auxquelles il était pourtant attaché, mais plutôt comme un rempart contre l'hétérodoxie et les dérives sectaires. Il a stigmatisé le danger des congrégations indépendantes, celui de la tolérance religieuse, et plus largement toute forme d’hérésie à même de subvertir l’ordre moral et religieux de l’époque.
- (en) Reasons against the Independant Government of particular Congregations, in-4º, Londres, 1641[2] ;
- (en) Thomas Edwards, Antapologia : or a Full answer to the apologeticall narration of Mr Goodwin, Mr Nye, Mr Sympson, Mr Burroughs, Mr Bridge, members of the assembly of divines… wherein is handled many of the controversies of these times…, Londres, Ralph Smith ; G.M., 1646, 307 p. ;
- (en) Thomas Edwards, Gangræna : or a Catalogue and Discovery of many of the Errors, Heresies, Blasphemies, and pernicious Practices of the Sectaries of this time. vented and acted in England in these four last Years, Londres, 1646 ;
- (en) Thomas Edwards, The Second part of Gangræna : or A fresh and further Discovery of the Errors, Heresies, Blasphemies, and dangerous Proceedings of the Sectaries of this time, Londres, 1646 ;
- (en) Thomas Edwards, The Third part of Gangræna : or A new and higher Discovery of the Errors, Heresies, Blasphemies, and insolent Proceedings of the Sectaries of these times ; with some Animadversious by way of Confutation upon many of the Errors and Heresies named, Londres, 1646
- (en) A Letter to Mr Thomas Edwards, in-4º, Londres, 1647[2] ;
- (en) Tub-preachers overturned, in an Answer to a Pamphlet entituled “A Letter to Mr Thomas Edwards”, in-4º, Londres, 1647[2] ;
- (en) The Casting down of the last and strongest Hold of the Satan : Or a Treatise against Toleration and pretended Liberty of Conscience. The first part. in-4º, Londres, 1647[2] ;

### Gangræna

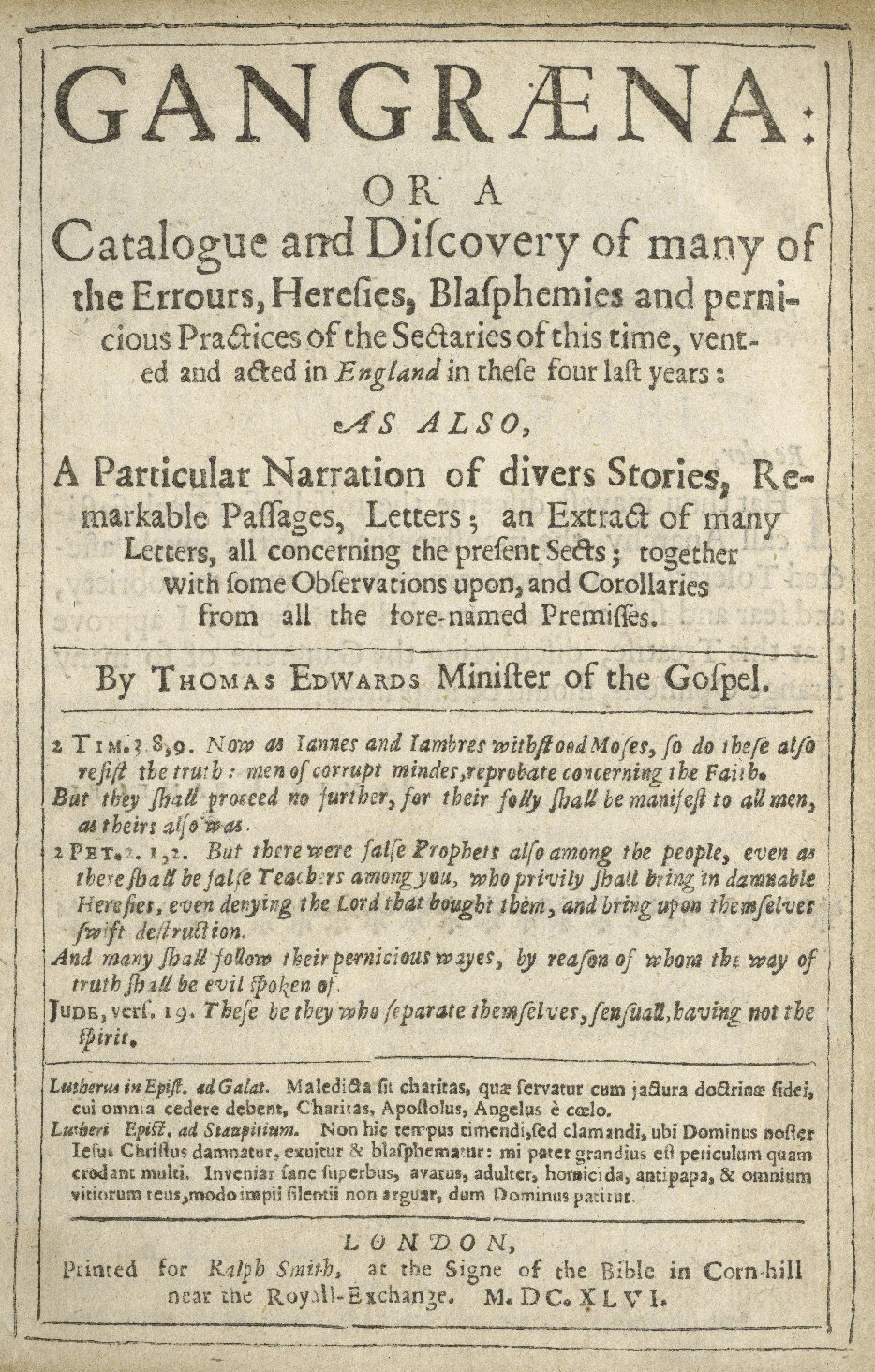
Gangræna, première édition.

La première partie, A Catalogue and Discovery of many of the Errours, Heresies, Blasphemies and pernicious Practices of the Sectaries of this time, vented and acted in England in these four last years, a été publiée en trois éditions distinctes ; la seconde, A fresh and further Discovery…, en deux éditions distinctes ; enfin la troisième partie, A new and higher Discovery…, fut publiée à la fin de l’année 1646 en une seule édition. Son titre vient d'un verset biblique.
Thomas Able a écrit un plaidoyer contre le Gangræna.